# Musée d'Art cycladique
Pour les articles homonymes, voir Musée Goulandris.
Le musée d'Art cycladique, en grec moderne : Μουσείο Κυκλαδικής Τέχνης, dit parfois « musée d'art Goulandrís », est un musée d'Athènes.
Il abrite une importante collection d'objets du IIIe millénaire av. J.-C. (âge du bronze), appartenant pour la plupart à la civilisation des Cyclades, ainsi que d'autres objets plus récents de la collection Goulandrís.

## Histoire
Le musée est fondé en 1986, se donnant pour mission d'abriter la collection d'objets d'art cycladique et d'antiquités grecques appartenant à Nikólaos et Dólly Goulandrís (el). Depuis le début des années 1960, le couple collectionne des antiquités grecques, avec un intérêt spécial pour l'art préhistorique des Cyclades.
Le bâtiment principal du musée est érigé dans le centre d'Athènes en 1985 par l'architecte grec Ioánnis Vikélas (el). En 1991, le musée s'agrandit d'une nouvelle annexe, le Mégaro Stathátos (Μέγαρο Σταθάτου), maison de style néo-classique, construite en 1895 par Ernst Ziller, située au coin de l'avenue Vasilíssis Sofías et de la rue Irodótou, pour la famille Stathátos, qui l'a léguée à l'État grec.

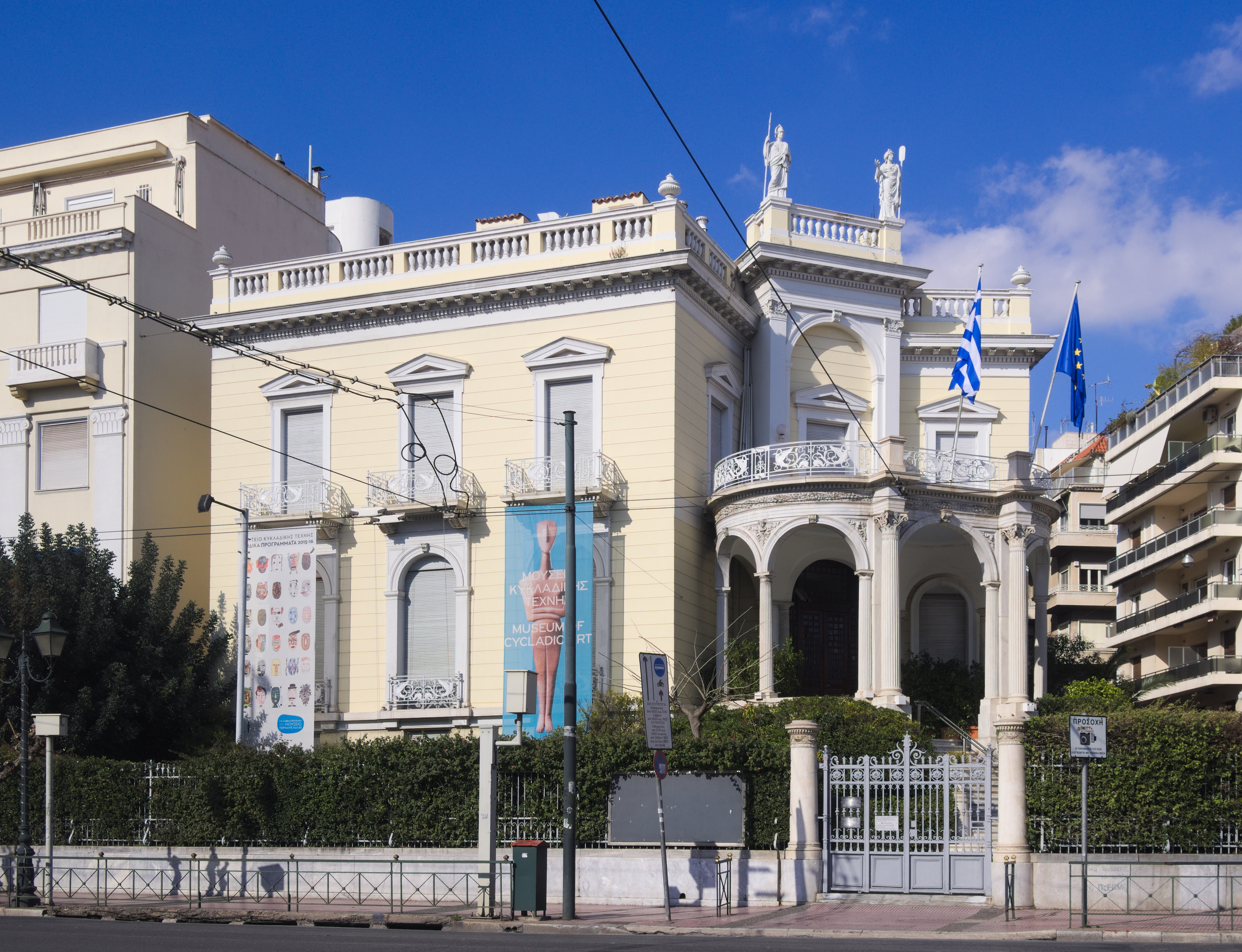
Le Mégaro Stathatou.

## Collections

### Objets de l'âge du bronze

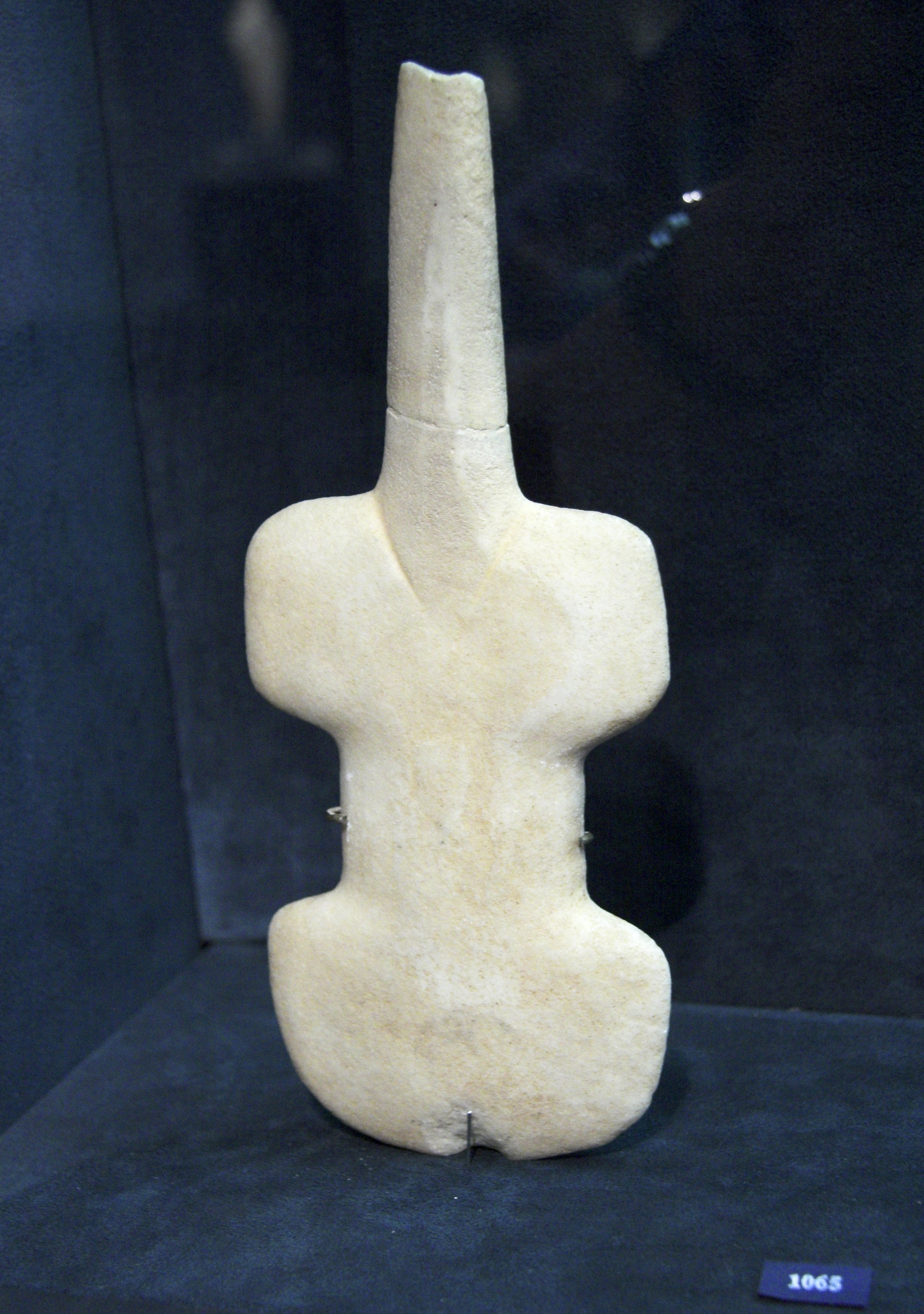
Idole en forme de violon, 21 cm, -3200 / -2800.
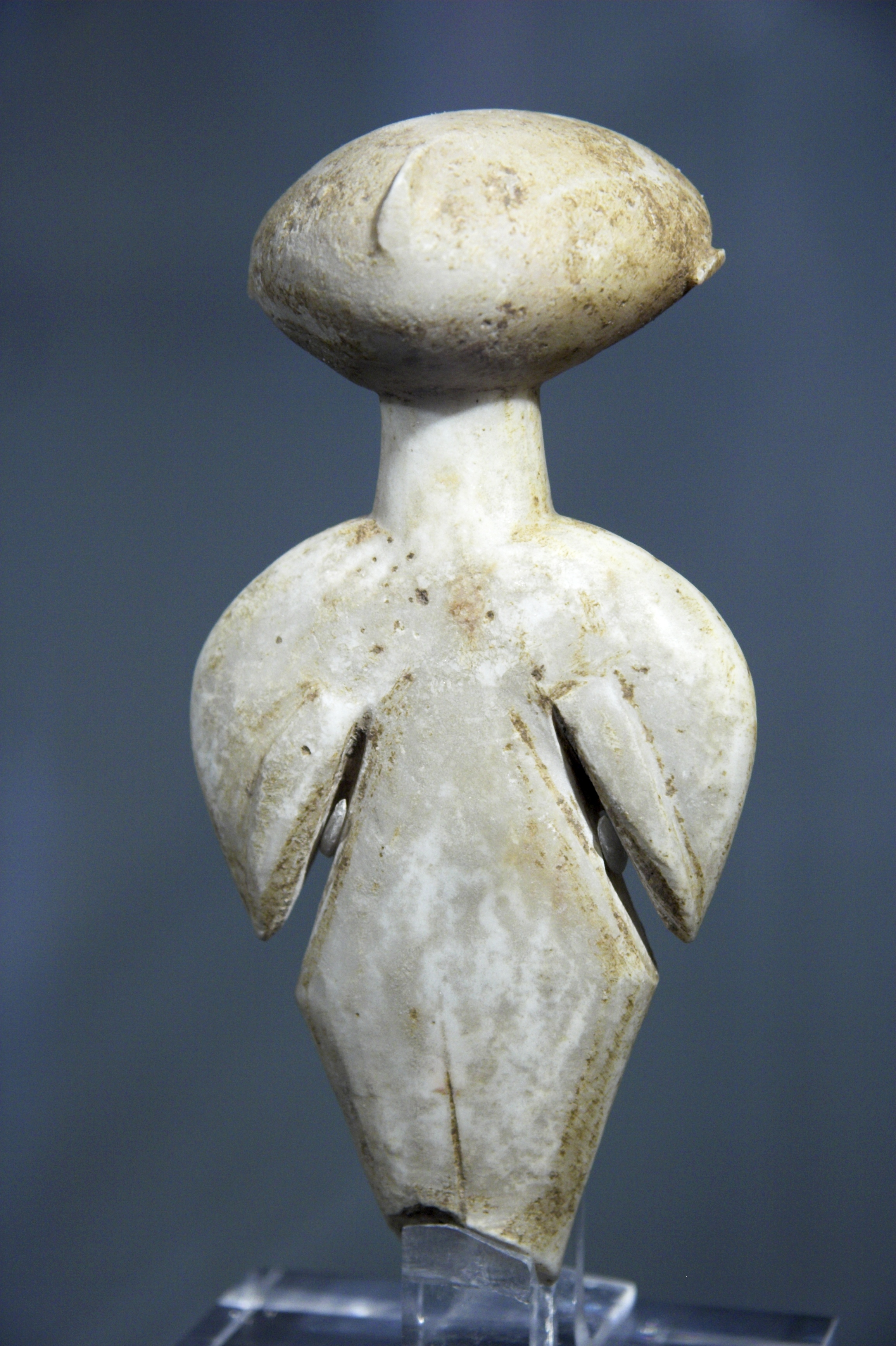
Statuette anatolienne, Kilim, Turquie, -4360 / -3500.
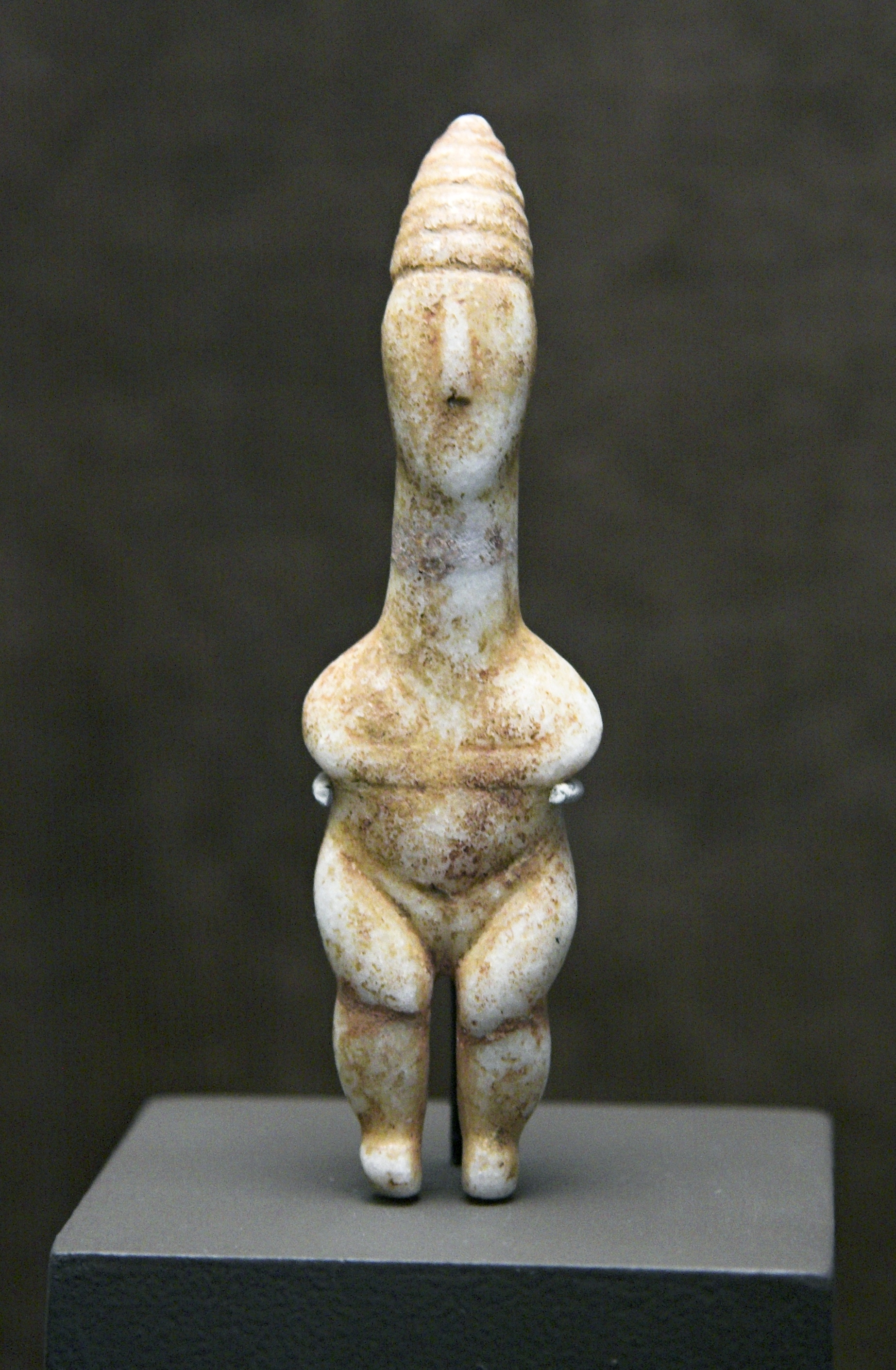
Statuette cycladique féminine, 10 cm, -3200 / -2800 BC.
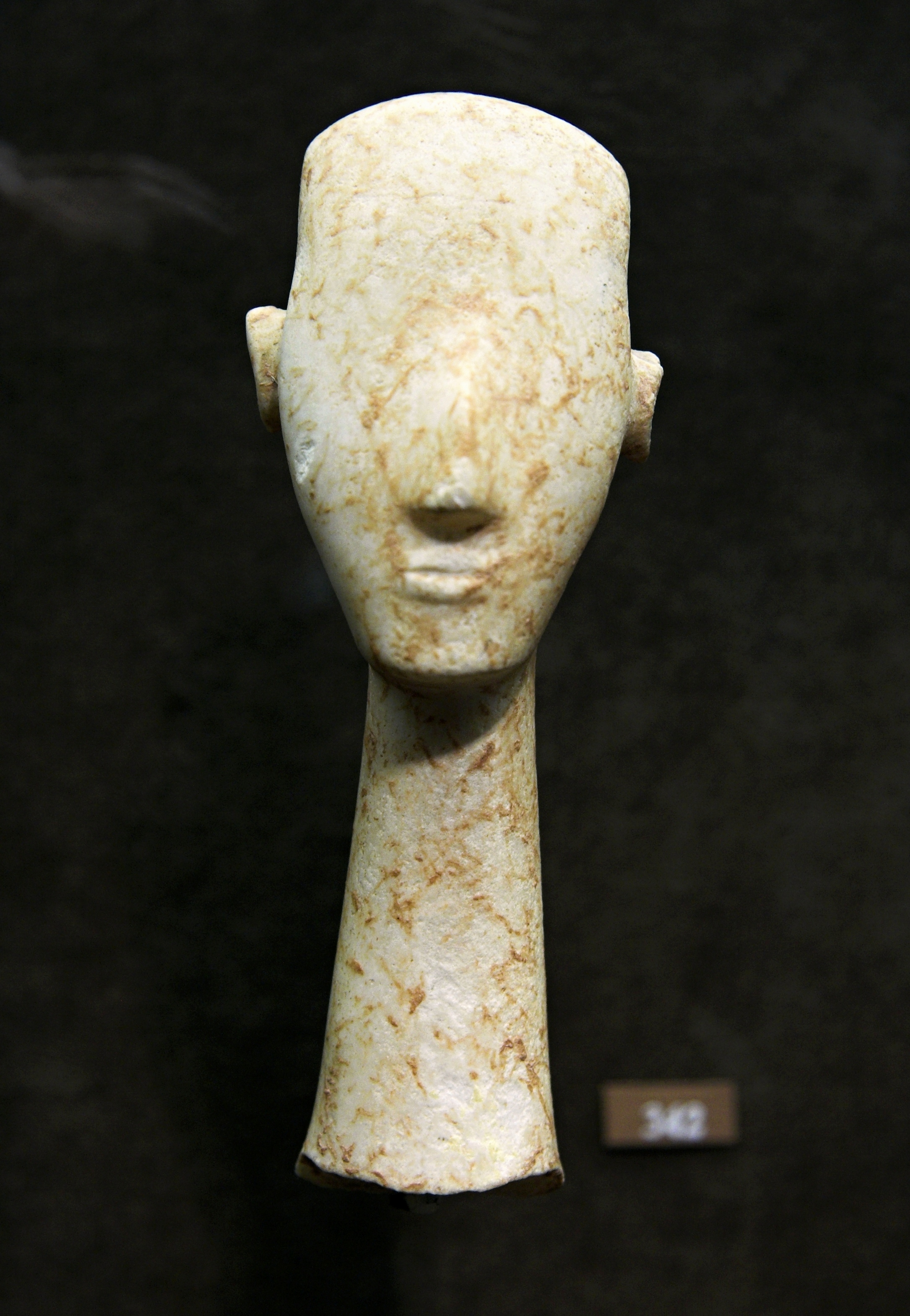
Tête d'idole cycladique, 10 cm, -3200 / -2800.
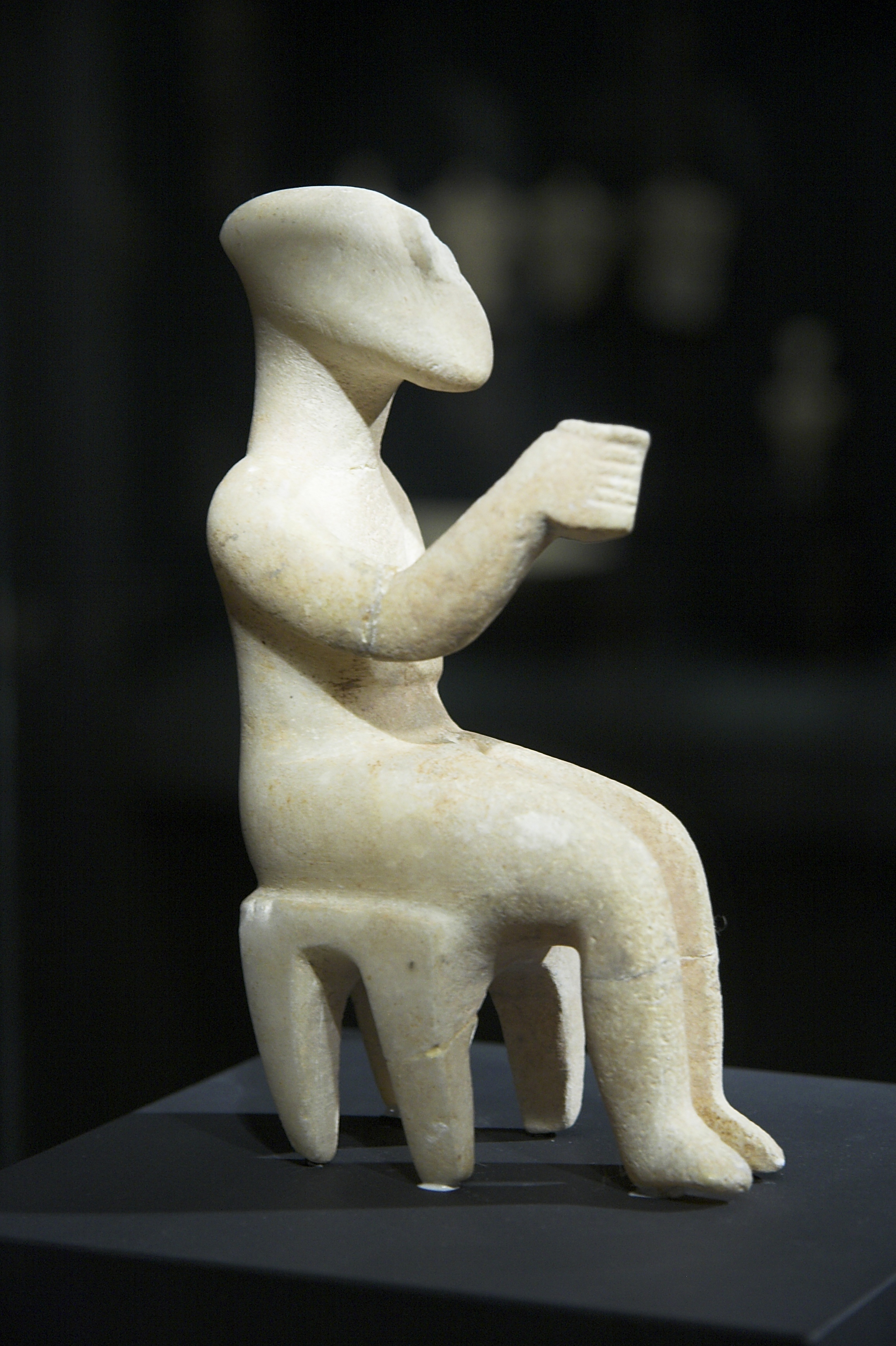
Statuette cycladique masculine, de type spédos, tenant un gobelet, -2800 / -2300.
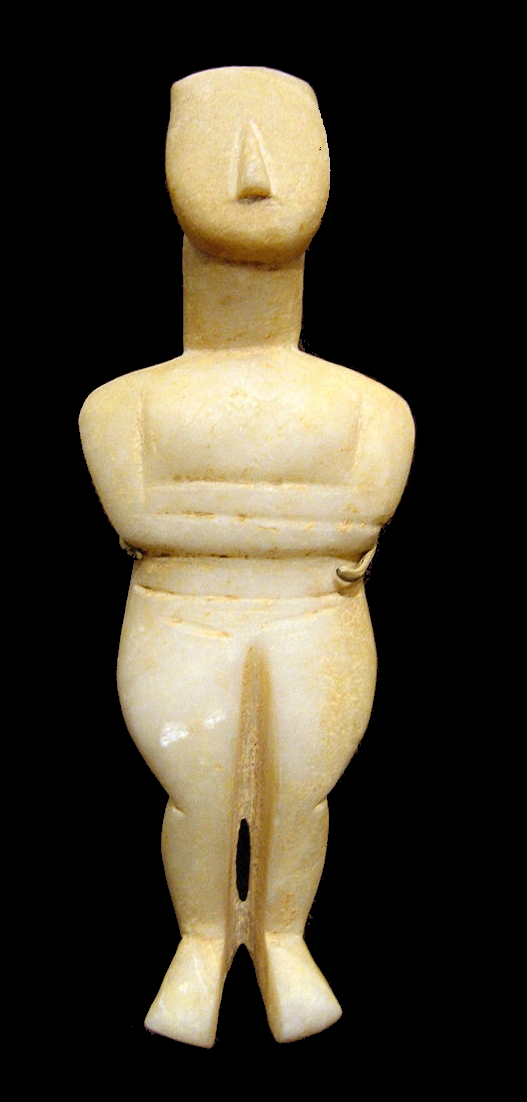
Statuette cycladique masculine, de type spédos, 17 cm.
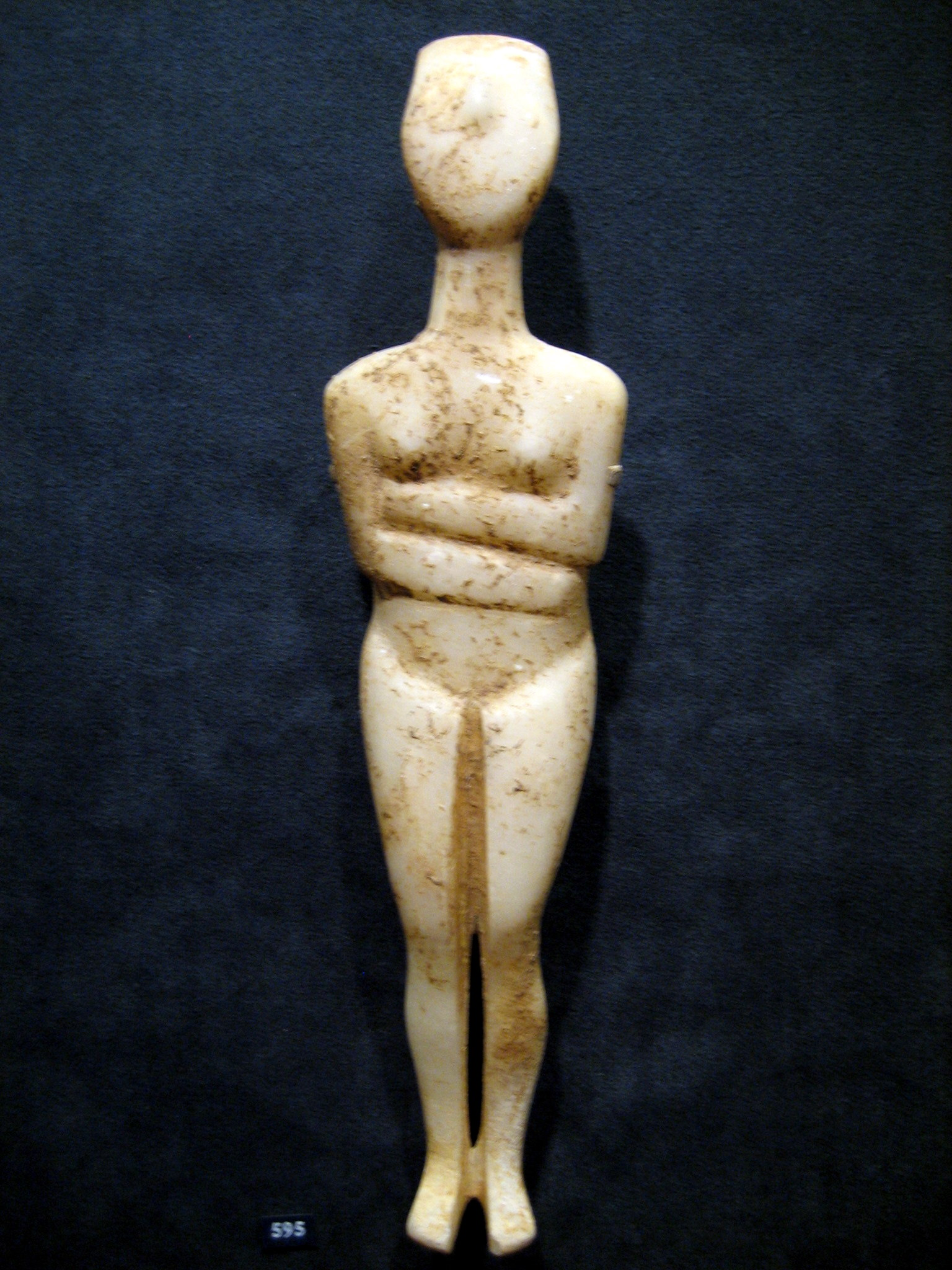
Statuette cycladique féminine, 25 cm.
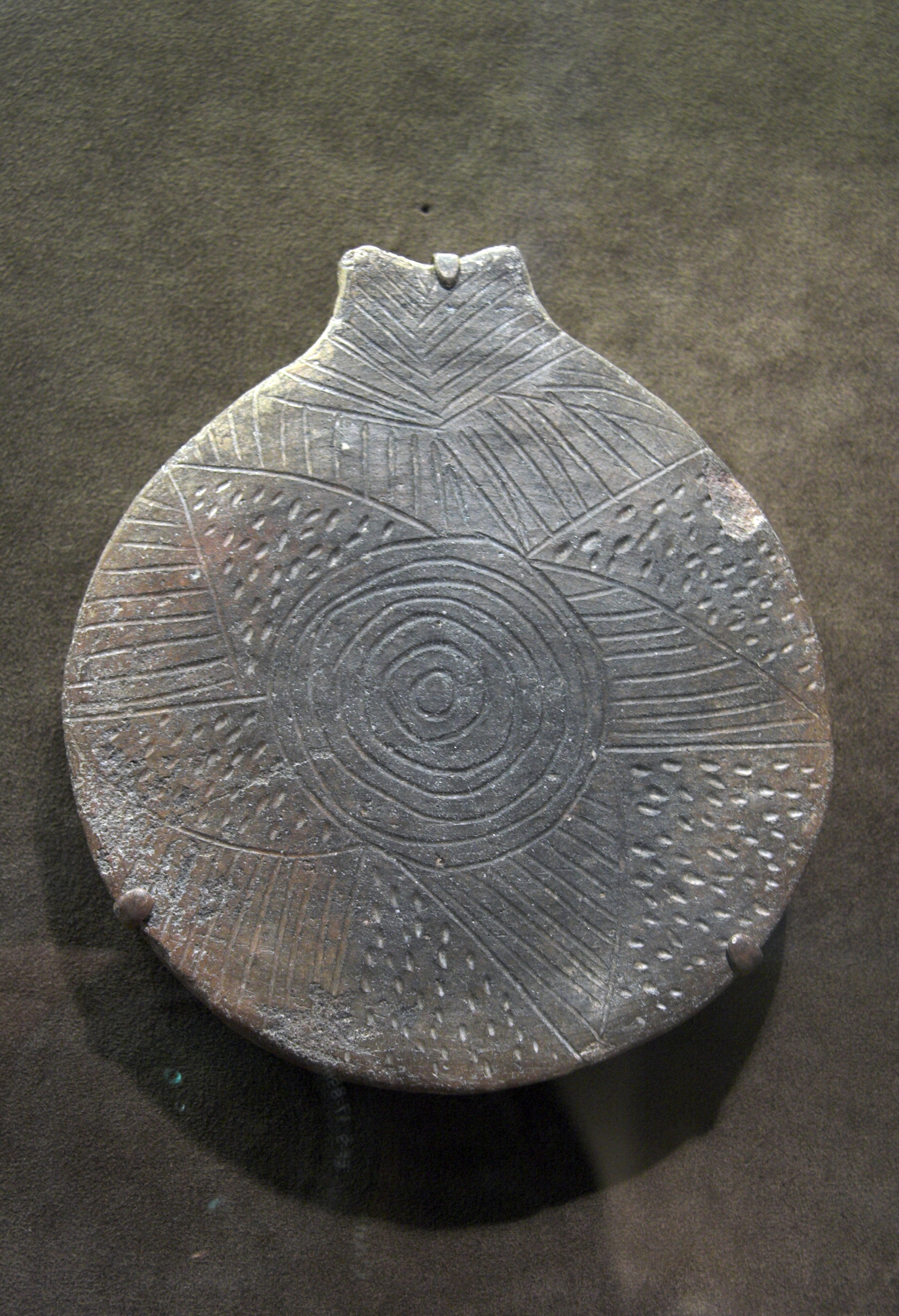
Objet cycladique du type « poêle à frire », 16 cm, -2800 / -2700.
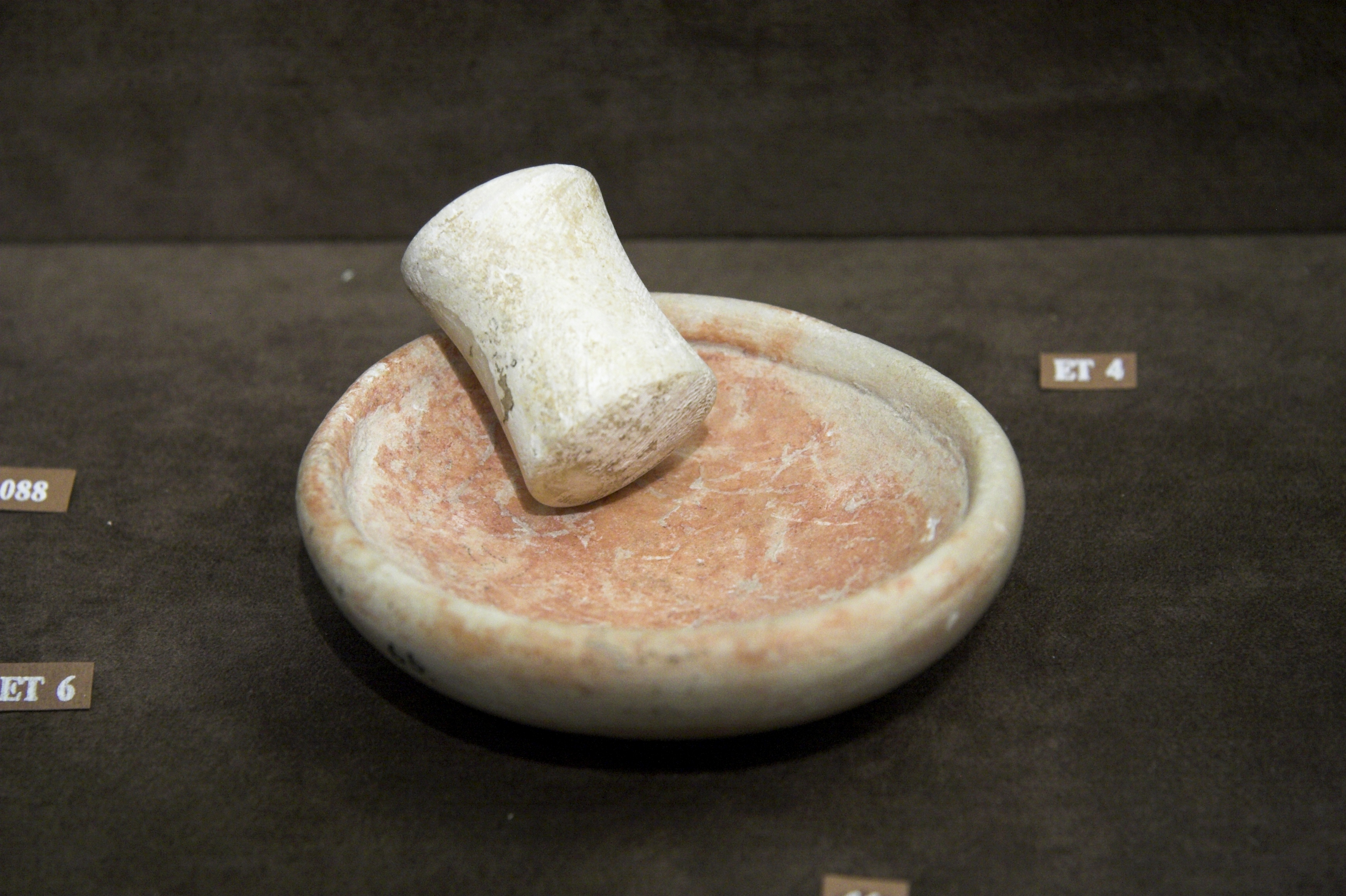
Pilon et mortier en marbre, - 2800 / -2300.
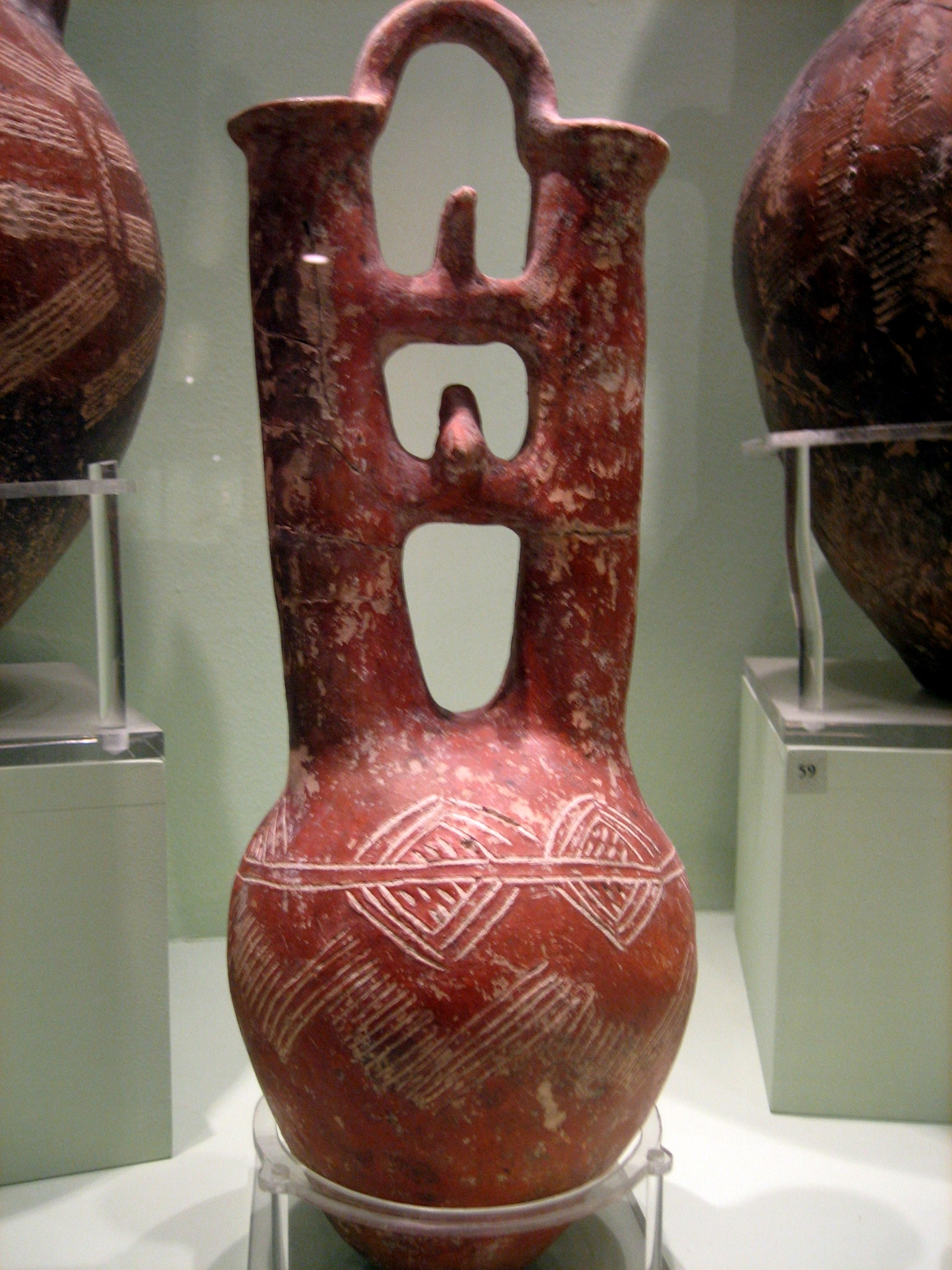
Vase double chypriote, -2500 / -2300.

### Objets d'époque classique

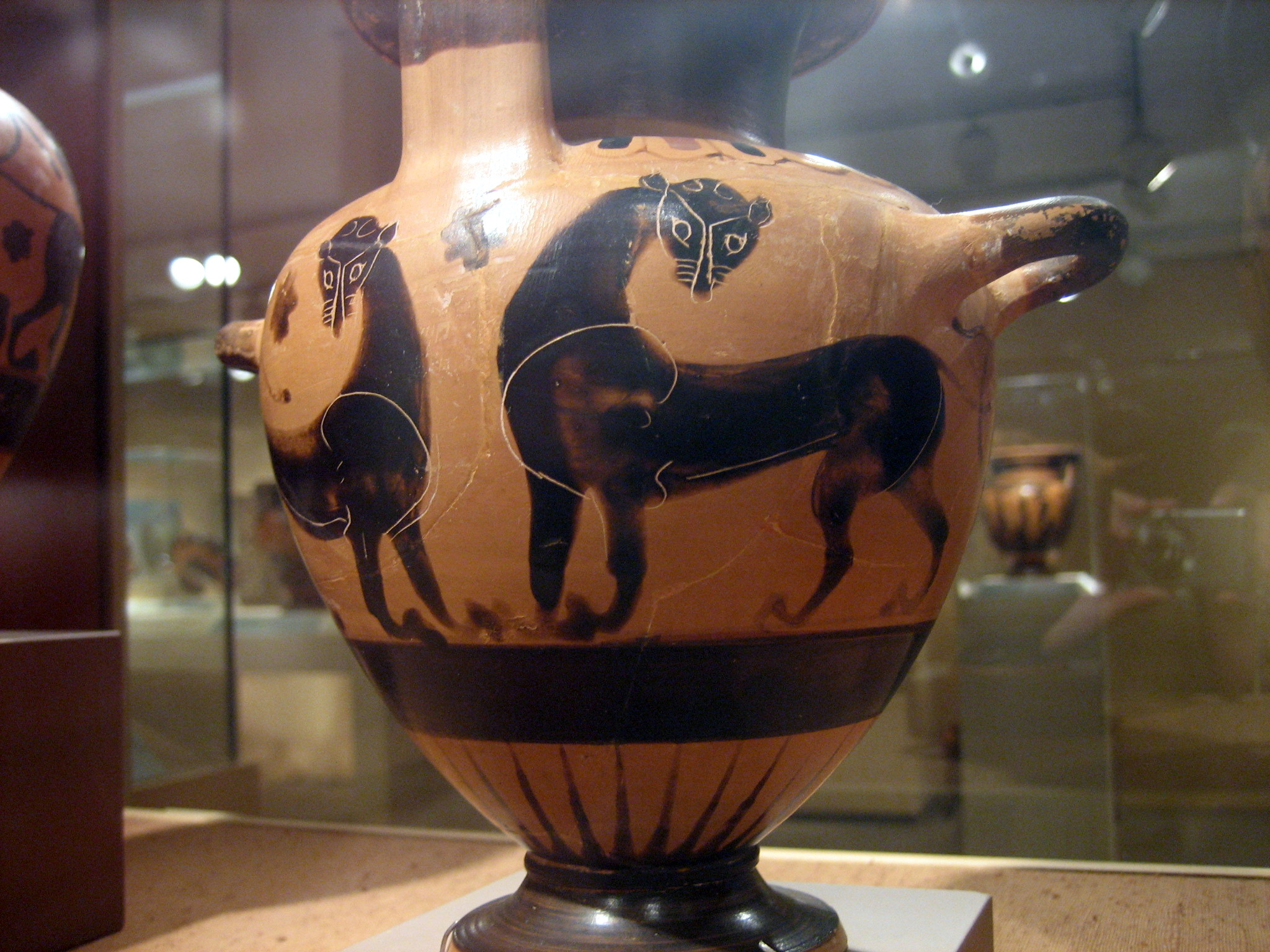
Lion, sur un vase à figures noires.
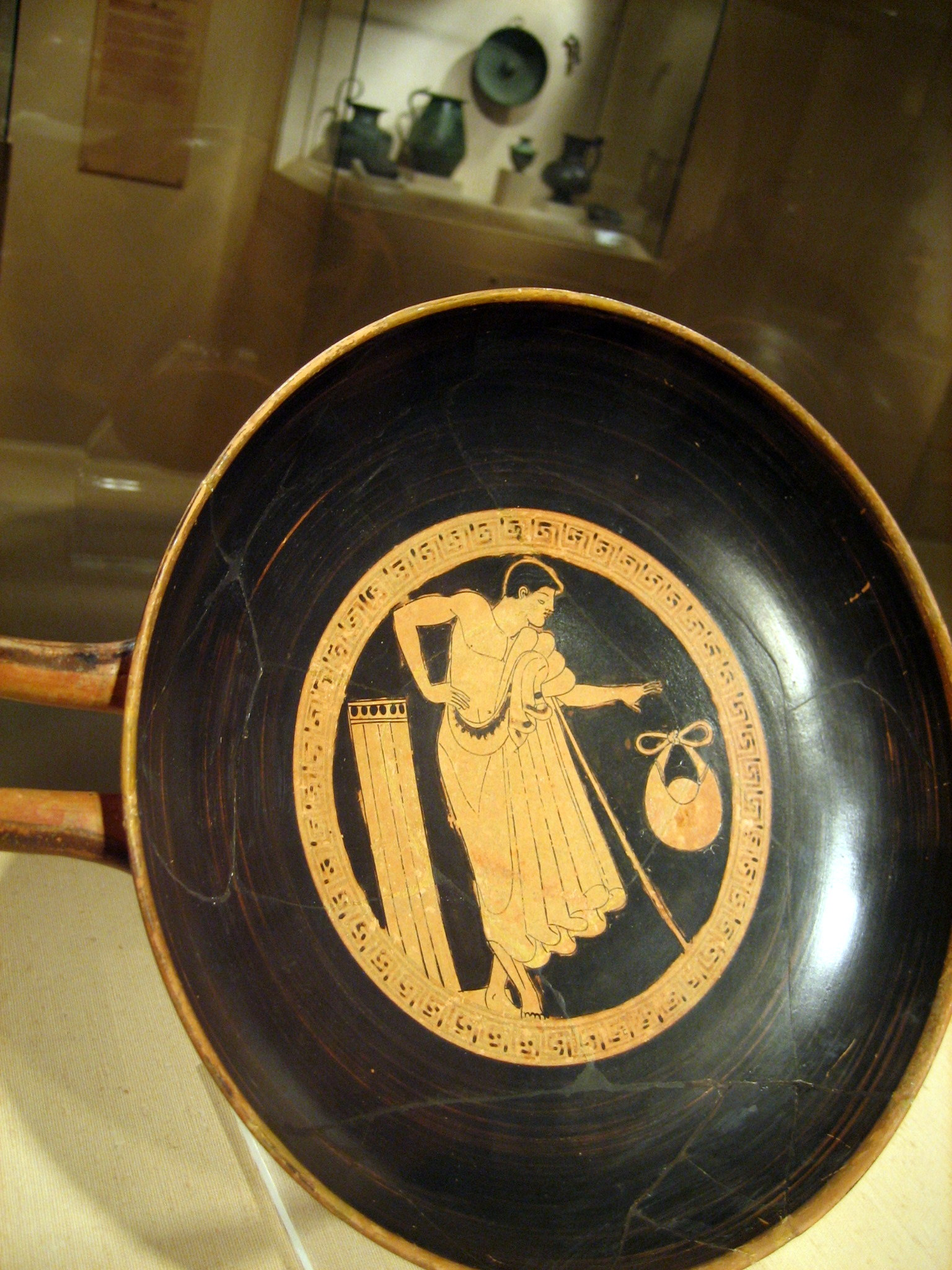
Plat à figures rouges.
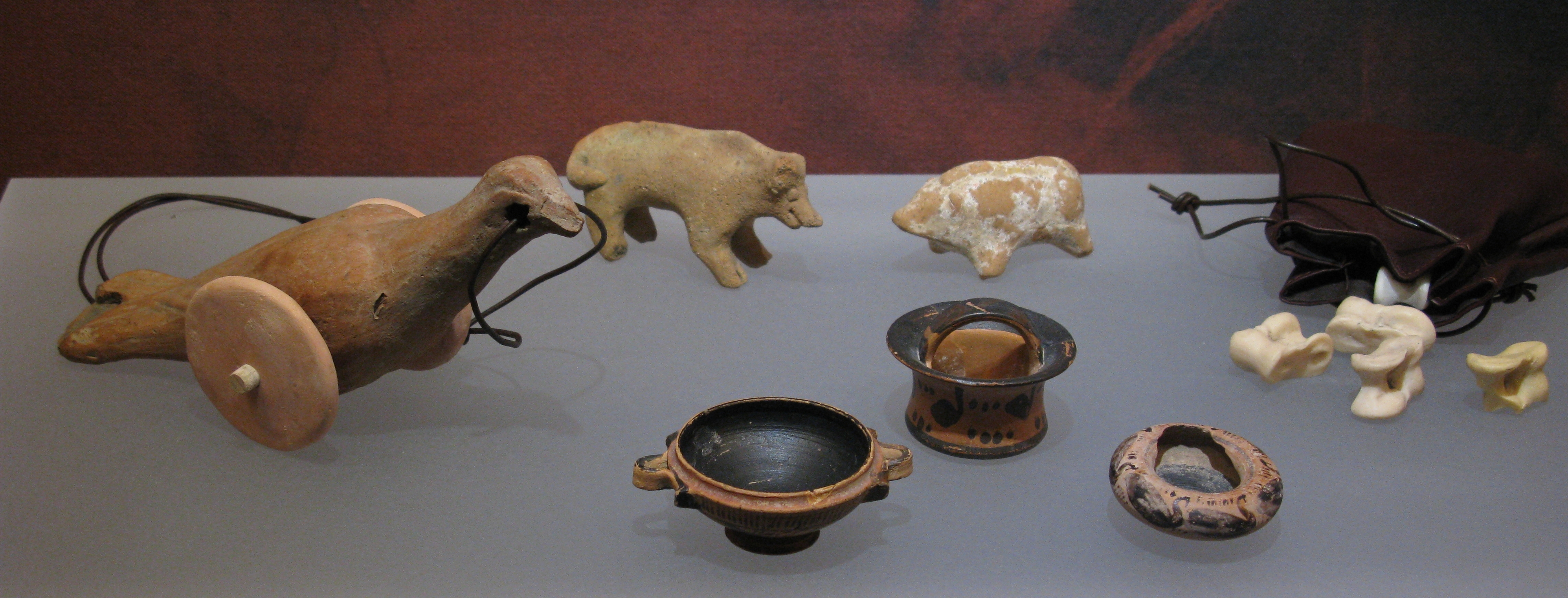
Jouets et objets divers.